# Raionul național german Halbstadt
Raionul național german Halbstadt din Ținutul Altai (Rusia) este, alături de Raionul național german Azovo, unul din cele două raioane naționale create pentru etnicii germani din Siberia. A fost fondat în anul 1927, ulterior fiind lichidat și reconstituit în 1991. Are o suprafață de 1450 km² și o populație de 20 mii locuitori (2010), dintre care cca 59% sunt ruși și cca 32% sunt germani. Administrativ se împarte în 12 comune. Centrul administrativ este la Halbstadt.